# Buzonium crassipes
Buzonium crassipes är en mångfotingart som beskrevs av Cook och Loomis 1928. Buzonium crassipes ingår i släktet Buzonium och familjen koppardubbelfotingar. Inga underarter finns listade i Catalogue of Life.